# Burton Lane
Burton Lane, (New York, 1912. február 2. – New York, 1997. január 5.) amerikai zeneszerző, szövegíró. Elsősorban színházi és filmzenéiről ismert. Legsikeresebb művei közé tartozik a „Finian's Rainbow” 1947-ből és az On a „Clear Day You Can Forever” 1965-ből.

| Burton Lane                               | Burton Lane                               |
| Kattints az alábbi külső linkek egyikére! | Kattints az alábbi külső linkek egyikére! |
| ----------------------------------------- | ----------------------------------------- |
| Nem található szabad kép.(?)              |                                           |
| külső link · jogvédett                    | Burton Lane                               |

## Pályafutása
Burton Lane tizenötévesen otthagyta az iolát, mert dalokatart akart inkább írni. A '30-as évek elején Harold Adamson és Howard Dietz dalszövegírókkal dolgozott számos Broadway-show-n. Ő írta az „Earl Carroll's Vanities” partitúrájának nagy részét.
1934-ben Lane felfedezett egy 11 éves kislányt, Frances Gummot, akit elvitt az MGM-hez meghallgatásra, le is szerződtették, és Judy Garland néven szinte azonnal sztár lett.
Lane Frank Loesserrel megírta a „The Lady's in Love with You” című 1939-es Bob Hope filmhez, és a „Some Like It Hot” című filmhez. 1941-ben Lane Oscar-díj jelölését a „How About You” című filmért, amely egy Judy Garland / Mickey Rooney film.
Lane 1940-ben együttműködött Yip Harburggal egy kevéssé sikeres Broadway-show-n, de 1947-ben megírták a "Finian's Rainbow"-t, amiből később mozifilm is készült. Finian's Rainbow többször „feltámadt” (1955, 1960, 1967 és 2009), és film is készült belőle Fred Astaire és Petula Clark főszereplésével, r.: Francis Ford Coppola 1968-ban.
Az 1951-es egy Fred Astaire film, a Royal Wedding. Jay Lerner szövegíróval párosuk Grammy-díjat és Tony-díjat is nyert az 1965-ös Broadway-show „You Can See Forever” címadó dalával (1970-ben pedig mozifilm lett belőle).
Lane 1957 és 1966 között az Amerikai Szerzők és Zeneszerzők Céhének elnöke volt, 1985 és 1996 között pedig az ASCAP igazgatótanácsában dolgozott.

## Filmek
(válogatás)
- 1938: Spawn of the North
- 1951: Royal Wedding
- 1953: Give a Girl a Break
- 1954:Jupiter's Darling
- 1959: The Adventures of Huckleberry Finn
- 1968: Finian’s Rainbow
- 1970: On a Clear Day You Can See Forever

## Díjak
- 1931: Earl Carroll's Vanities
- 1992: Johnny Mercer-díj
- 1996: Grammy-díj
- 1965, 1969: Tony-díj jelölés
- Finian's Rainbow (1955, 1947, 1960, 2009) – musical
- 1968: We Bombed in New Haven